# 헨리 핼릿 데일
헨리 핼릿 데일 경(Sir Henry Hallett Dale, OM, GBE, PRS, 1875년 6월 9일 ~ 1968년 7월 23일)은 데일의 원리를 주장한 것으로 잘 알려진 영국의 약리학자, 생물학자이다.
런던에서 태어나 1909년에 케임브리지 대학교 트리니티 칼리지를 졸업한 후 라이 보리(호밀)의 맥각병(깜부기)을 연구하기 시작하여 히스타민이나 히스타민 물질의 알레르기 및 아나필락시스 현상에 관한 연구로 발전했다.
1914년 신경전달물질 아세틸콜린을 처음 밝혀냈다. 신경 세포 간의 신호 전달 매커니즘에 대해서는 여러 논란이 있었는데, 그는 세포들이 화학적인 신호를 사용한다고 주장했고 존 에클스는 전기적인 연결을 주장했다. 이후 세포간 신호전달은 대부분이 화학적이며, 전기적 연결은 상대적으로 드물다는 것이 밝혀졌다.
1936년에 노벨 생리학·의학상을 받았으며 국립 의학연구소(National Institute for Medical Research) 소장. 왕립학회 회장, 원자력위원회 위원 등을 역임했다.

## 상훈
- 1919년 대영 제국 훈장 3등급(CBE)[1]
- 1924년 로열 메달
- 1932년 기사작위(Knight Bachelor) 서임[2]
- 1937년 코플리 메달
- 1943년 대영 제국 훈장 1등급(GBE, 작위급 훈장)[3]
- 1944년 메리트 훈장(Order of Merit, OM)[4]

## 참고 문헌

### 참고 자료
- 이 문서에는 다음커뮤니케이션(현 카카오)에서 GFDL 또는 CC-SA 라이선스로 배포한 글로벌 세계대백과사전의 내용을 기초로 작성된 글이 포함되어 있습니다.